# Tíra
A Tíra északi germán eredetű női név, mely a mitológiai Thor isten nevéből származik.

## Gyakorisága
Az 1990-es években szórványos név, a 2000-es években nem szerepel a 100 leggyakoribb női név között.

## Névnapok
- február 20.[2]

## Híres Tírák
- Tíra dán királyi hercegnő (1853–1933)
- Tíra dán királyi hercegnő (1880–1945)